# 羅伯特·亨利·查爾斯
羅伯特·亨利·查爾斯（英語：Robert Henry Charles，1855年—1931年），英國著名史學家、神學家、與新約學者。他曾經主持過多本經外書與偽典的英譯工作，如以諾書、十二族長遺訓。

## 生平
在都柏林圣三一大学取得神學博士學位。